# Östansjö, Härjedalens kommun
Östansjö är en by i Härjedalens kommun som ligger invid Orrmosjön. Den är belägen cirka 9 kilometer söder om Lillhärdal.